# American Stock Exchange
A NYSE American  (em português:  Bolsa de Valores Americana), anteriormente American Stock Exchange (AMEX), é uma bolsa de valores sediada na cidade de Nova Iorque, nos Estados Unidos.
Foi fundada como New York Curb Exchange em 1842 e renomeada para American Stock Exchange em 1953. Em 17 de janeiro de 2008 a NYSE Euronext anunciou a compra da AMEX por 260 milhões de dólares. Em 1 de outubro de 2008 a compra foi concluída e a AMEX renomeada para NYSE Alternext U.S. Está localizada na 86 Trinity Place em Lower Manhattan. e depois mudou de nome várias vezes, em março de 2009, a NYSE Alternext U.S. mudou de nome para NYSE Amex Equities, em 10 de maio de 2012, a NYSE Amex Equities mudou seu nome para NYSE MKT LLC e por último, após a aprovação da SEC da bolsa de valores concorrente IEX em 2016, a NYSE MKT alterou seu nome para NYSE American e introduziu um atraso de 350 microssegundos na negociação, referido como um "aumento de velocidade", que também está presente no IEX.
Em 2 de junho de 1978, foi designado um edifício do Registro Nacional de Lugares Históricos bem como, na mesma data, um Marco Histórico Nacional.